# Perumagoundampatti
Perumagoundampatti es una ciudad censal situada en el distrito de Salem en el estado de Tamil Nadu (India). Su población es de 7796 habitantes (2011). Se encuentra a 14 km de Salem y a 47 km de Erode.

## Demografía
Según el censo de 2011 la población de Perumagoundampatti era de 7796 habitantes, de los cuales 4056 eran hombres y 3740 eran mujeres. Perumagoundampatti tiene una tasa media de alfabetización del 76,74%, inferior a la media estatal del 80,09%: la alfabetización masculina es del 83,97%, y la alfabetización femenina del 68,92%.